# Comuna Hrestîteleve, Ciornobai
Hrestîteleve (în ucraineană Хрестителеве) este o comună în raionul Ciornobai, regiunea Cerkasî, Ucraina, formată din satele Hrestîteleve (reședința) și Mareanivka.

## Demografie
Componența lingvistică a comunei Hrestîteleve
     Ucraineană (98,2%)
     Alte limbi (0,97%)
Conform recensământului din 2001, majoritatea populației comunei Hrestîteleve era vorbitoare de ucraineană (98,2%), existând în minoritate și vorbitori de alte limbi.